# NGC 903
NGC 903 је лентикуларна галаксија у сазвежђу Ован која се налази на NGC листи објеката дубоког неба.
Деклинација објекта је + 27° 21' 25" а ректасцензија 2h 24m 0,8s. Привидна величина (магнитуда) објекта NGC 903 износи 15,7 а фотографска магнитуда 16,7. NGC 903 је још познат и под ознакама NPM1G +27.0093, PGC 9097.